# Tokū
Tokū ist eine Insel in Tonga. Sie zählt zur Inselgruppe Vavaʻu, liegt aber weit abgelegen im Nordwesten, etwa auf zwei Dritteln der Strecke nach Fonualei.

## Geographie
Tokū ist die Spitze eines Seamounts, der wahrscheinlich zuletzt im Pleistozän vulkanisch aktiv war. Die Insel liegt etwa 20 km südöstlich von Fonualei.

## Klima
Das Klima ist tropisch heiß, wird jedoch von ständig wehenden Winden gemäßigt. Ebenso wie die anderen Inseln von Tonga wird Tokū gelegentlich von Zyklonen heimgesucht.